# Запливіно
Запли́віно (рос. Заплывино) — село у складі Залісовського округу Алтайського краю, Росія.

## Населення
Населення — 229 осіб (2010; 303 у 2002).
Національний склад (станом на 2002 рік):
- росіяни — 90 %